# Marc Caro
Marc Caro (nascut el 2 d'abril de 1956) és un cineasta i dibuixant francès més conegut pels seus projectes amb Jean-Pierre Jeunet.

## Biografia
Marc Caro va néixer a Nantes, la ciutat natal de Jules Verne, que va tenir un gran impacte en ell, va influir en el seu amor per la ciència-ficció i el seu estil artístic. Durant la dècada de 1970 va treballar com a editor i dissenyador a Métal hurlant, va dibuixar còmics per a L'Écho des savanes i Fluide Glacial. amb Gilles Adrien que també s'uniria a Caro en els seus projectes cinematogràfics.

### Caro-Jeunet
L'any 1974, Caro va conèixer i es va fer amistat amb Jean-Pierre Jeunet al Festival Internacional de Cinema d'Animació d'Annecy que va donar lloc a una col·laboració que es va perllongar amb el temps. Plegats van dirigir dos curts d'animació, L'évasion (1978) i Le manège (1980) que va ser guardonat amb el Premi César al millor curtmetratge d'animació als 6è Premis César de 1981. El mateix any van escriure i codirigir un curt cinema d'art Le Bunker de la dernière rafale on la parella també va treballar com a directors de fotografia, editors, decoradors, dissenyadors de vestuari, fins i tot actors. Caro també va produir curts, anuncis i clips musicals pel seu compte.
El 1991 van dirigir el seu primer llargmetratge, una comèdia negra Delicatessen que va llançar les seves carreres: la pel·lícula va guanyar l’Hugo d’Or al Festival Internacional de Cinema de Chicago i el Premi d'Or de Tòquio al Festival Internacional de Cinema de Tòquio el 1991, els Premis César al Millor Debut i Millor Guió als 17ns Premis César (1992) i al Millor Director al XXIV Festival Internacional de Cinema Fantàstic de Sitges (1991). Tal com va descriure Caro el seu procés de treball,
| « | "Jean-Pierre s'encarrega de la direcció en el sentit tradicional de la paraula, és a dir, la direcció dels actors, etc., mentre que jo m’encarrego de la direcció artística. Més enllà d'això, en el dia a dia del rodatge. de preproducció, òbviament és molt més una barreja. Escrivim junts, filmem junts, editem junts. Segons cada una de les nostres especialitats, de vegades ens atreu el que millor fem. Hi ha una autèntica complicitat entre nosaltres. | » |

L'èxit de Delicatessen els va permetre tornar al seu primer projecte: una pel·lícula de fantasia científica, La ciutat dels nens perduts, que van concebre a principis dels anys vuitanta, però que no es va poder produir a causa de la manca de finançament. Es va estrenar el 1995 i va entrar al 45è Festival Internacional de Cinema de Canes. Aleshores se'ls va suggerir als amics que dirigissin la quarta entrega d'Alien, Alien Resurrection, i encara que Jeunet va acceptar, Caro es va negar a treballar en una pel·lícula sobre la qual no tenia control creatiu, tot i que el van convèncer per passar tres setmanes a Hollywood treballant en vestuari i disseny d'escenografia. Aquesta pel·lícula va marcar el final de la seva associació creativa.

### Carrera en solitari
Durant els següents 10 anys, Caro va contribuir a diversos projectes com a director d'art, dissenyador de personatges i actor, sovint col·laborant amb Jan Kounen en les seves pel·lícules. El 2008 va estrenar Dante 01, el seu primer llargmetratge com a director en solitari que va passar gairebé desapercebut. El 2009 va dirigir un documental de 53 minuts Astroboy à Roboland basat en la franquícia Astro Boy. Va tornar a dirigir només el 2018 amb un curt de cinc minuts, Loop.
El 2011 es va convertir en un dels iniciadors de la pel·lícula d'animació en 3D franco-japonesa Windwalkers: Chronicle of the 34th Horde treballant com a director d'art i supervisor d'efectes visuals, amb Kounen adjunt com a director. La pel·lícula es va basar en la novel·la francesa més venuda La Horde du Contrevent d'Alain Damasio i va rebre un pressupost de 18 milions d'euros (23,4 milions de dòlars), però després que els distribuïdors nord-americans demanessin "marvelitzar" el guió que van trobar "indigerible i massa complicat", Caro i Kounen van deixar el projecte que finalment va ser congelar el 2015.

## Filmografia

### Director
- L'évasion (1978)
- Le Bunker de la dernière rafale (1981)
- Delicatessen (1991)
- La ciutat dels nens perduts (1995)
- Dante 01 (2008)

### Guionista
- Pas de repos pour Billy Brakko (1984)
- Delicatessen (1991)
- La ciutat dels nens perduts (1995)
- Dante 01 (2008)
- Alien: Resurrection (1997)